# Liste der denkmalgeschützten Objekte in Mogersdorf
Die Liste der denkmalgeschützten Objekte in Mogersdorf enthält die 11 denkmalgeschützten, unbeweglichen Objekte der Gemeinde Mogersdorf im Burgenland (Bezirk Jennersdorf).

## Denkmäler
| Foto |                 | Denkmal                                                                                      | Standort                                         | Beschreibung | Metadaten |
| ---- | --------------- | -------------------------------------------------------------------------------------------- | ------------------------------------------------ | --- | --- |
| ja   | Datei hochladen | Ortskapelle HERIS-ID: 15261 Objekt-ID: 11504seit 15. Oktober 2002                            | Standort KG: Deutsch Minihof                     | | BDA-Hist.: Q37773290 Status: § 2a Stand der BDA-Liste: 2025-06-30 Name: Ortskapelle GstNr.: 35                                                                       |
| ja   | Datei hochladen | Kreuzstadl auf dem Schlößlberg, Tabaktrockenstadel HERIS-ID: 15259 Objekt-ID: 11502seit 2018 | bei Mogersdorf 77 Standort KG: Mogersdorf        | | BDA-Hist.: Q105640223 Status: Bescheid Stand der BDA-Liste: 2025-06-30 Name: Kreuzstadl auf dem Schlößlberg, Tabaktrockenstadel GstNr.: 2222 Kreuzstadl Schlösslberg |
| ja   | Datei hochladen | Pressscheune HERIS-ID: 15363 Objekt-ID: 11607seit 2018                                       | bei Mogersdorf 77 Standort KG: Mogersdorf        | | BDA-Hist.: Q105640584 Status: Bescheid Stand der BDA-Liste: 2025-06-30 Name: Pressscheune GstNr.: 2222 Pressscheune Schlösslberg                                     |
| ja   | Datei hochladen | Weinpresse HERIS-ID: 57251 Objekt-ID: 67147seit 2018                                         | bei Mogersdorf 77 Standort KG: Mogersdorf        | | BDA-Hist.: Q105646349 Status: Bescheid Stand der BDA-Liste: 2025-06-30 Name: Weinpresse GstNr.: 2222 Kreuzstadlmuseum Mogersdorf                                     |
| ja   | Datei hochladen | Kath. Pfarrkirche hl. Josef HERIS-ID: 15256 Objekt-ID: 11499seit 15. Oktober 2002            | Mogersdorf 172 Standort KG: Mogersdorf           | Der hohe Saalbau mit dem spitzhelmigen Turm wurde 1775 errichtet. Die Ausstattung stammt teilweise aus der Zeit nach 1900, so auch eine Malerei am Triumphbogen, die die Schlacht bei Mogersdorf darstellt.                                                                                              | BDA-Hist.: Q15124699 Status: § 2a Stand der BDA-Liste: 2025-06-30 Name: Kath. Pfarrkirche hl. Josef GstNr.: 1 Saint Joseph Church (Mogersdorf)                       |
| ja   | Datei hochladen | Zollhaus, Gendarmeriegebäude HERIS-ID: 15364 Objekt-ID: 11608seit 15. Oktober 2002           | Mogersdorf 179 Standort KG: Mogersdorf           | Das ehemalige Zollhaus stammt aus der Zeit um 1930 | BDA-Hist.: Q37774956 Status: § 2a Stand der BDA-Liste: 2025-06-30 Name: Zollhaus, Gendarmeriegebäude GstNr.: 244                                                     |
| ja   | Datei hochladen | Annakapelle HERIS-ID: 15257 Objekt-ID: 11500seit 15. Oktober 2002                            | Standort KG: Mogersdorf                          | Der Rundbau der Annakapelle mit einem Kegeldach wurde um 1670 errichtet und steht am westlichen Ortsende. Das Ölbild der heiligen Anna trägt eine Inschrift aus dem Jahr 1664. | BDA-Hist.: Q37773142 Status: § 2a Stand der BDA-Liste: 2025-06-30 Name: Annakapelle GstNr.: 68                                                                       |
| ja   | Datei hochladen | Gedächtniskapelle auf dem Schlösslberg HERIS-ID: 15258 Objekt-ID: 11501seit 15. Oktober 2002 | südöstlich Mogersdorf 77 Standort KG: Mogersdorf | Die Gedächtnisstätte wurde nach Plänen von Ottokar Uhl 1964 gestaltet. Eine im Zweiten Weltkrieg zerstörte Kapelle wurde mit einem innenliegenden Flachdach ausgestattet, daneben steht ein Betonkreuz, zu dem Heckenwege hinführen. Im Inneren befindet sich seit 1974 ein Metallaltar von Rudolf Kedl. | BDA-Hist.: Q1497542 Status: § 2a Stand der BDA-Liste: 2025-06-30 Name: Gedächtniskapelle auf dem Schlößlberg GstNr.: 2227 Gedenkstätte Mogersdorf                    |
| ja   | Datei hochladen | Weißes Kreuz – Türkenkreuz HERIS-ID: 15260 Objekt-ID: 11503seit 15. Oktober 2002             | Standort KG: Mogersdorf                          | Das Weiße Kreuz im sogenannten Türkenfriedhof westlich des Ortes wurde 1840 errichtet. Es trägt eine Inschrift für die Gefallenen des Jahres 1664. | BDA-Hist.: Q37773258 Status: § 2a Stand der BDA-Liste: 2025-06-30 Name: Weißes Kreuz – Türkenkreuz GstNr.: 1209 White Cross of Mogersdorf                            |
| ja   | Datei hochladen | Wegkapelle hl. Florian HERIS-ID: 15368 Objekt-ID: 11612seit 15. Oktober 2002                 | Standort KG: Wallendorf                          | | BDA-Hist.: Q37775023 Status: § 2a Stand der BDA-Liste: 2025-06-30 Name: Wegkapelle hl. Florian GstNr.: 913                                                           |
| ja   | Datei hochladen | Ortskapelle zur Hl. Dreifaltigkeit HERIS-ID: 15262 Objekt-ID: 11505seit 15. Oktober 2002     | Standort KG: Wallendorf                          | | BDA-Hist.: Q37773320 Status: § 2a Stand der BDA-Liste: 2025-06-30 Name: Ortskapelle zur Hl. Dreifaltigkeit GstNr.: 227                                               |